# Каган (титул)

Чингісхан — найвідоміший каган у всесвітній історії

Кага́н (від жуж. qaγan, «хан ханів; цар царів»; хакан, хаган), або великий хан — титул правителя в монгольських та тюркських кочових народів середньовіччя: жужанів, аварів, тюрків, болгар, хозар, монголів, татар. Відповідає титулам великого царя, великого князя, імператора. У Х—ХІ ст., під впливом кочових сусідів, титул кагана використовували правителі русів та київські князі. Політично-суспільна організація або держава, якою керує каган називається каганатом.

## Етимологія
«Каган» вперше згадується як кехан в китайських писемних джерелах кінця III століття (кит.: 可寒) на адресу голів протомонгольського племені сяньбійців. Як офіційний титул вперше вжитий Шелунем, правителем жужанів в 402 році. Його спадкоємці так само титулувалися каганами. Після жужанів каганами іменувалися володарі Аварського каганату (567—804). Від аварів, що вдерлися до Європи, слово потрапило до європейських мов: гаган (лат. gaganus, в «Historia Francorum»), каган (cagan, в «Annales Fuldenses») і какан (cacano, в «Historia Langobardorum»). Згодом титул каганів використовували тюрки, болгари, хозари, монголи. Зокрема, в Таємній історії монголів каганами названо Чингісхана та його правлячих нащадків.
В інших мовах:
- ст.-тюрк. kaγan, ‏𐰴‬𐰍𐰣
- тур. kağan.
- ст.-укр. каганъ[2][3]
- рос. каган.
- монг. хаан, khaan.
- угор. kagán.
- кит.: 可寒, kèhán; згодом — 可汗, kèhán.
- перс. خاقان, xâqân.
- уйг. قاغان, qaghan.
- жуж. qaγan

## Історія
- Жужанський каганат
  - 402—410: Юйцзюлюй Шелунь 郁久閭社崙 / каган Цюдоуфа 丘豆伐可汗
- Аварський каганат
- Тюркський каганат / Східний каганат / Західний каганат / Уйгурський каганат
- Хозарський каганат / «Руський каганат»
- Монгольська імперія / Династія Юань / Золота Орда

## Болгарія
- У Дуклянському літописі та «Тлумаченні Даниїла», пам'ятці болгарської апокрифічної літератури, болгарський цар Борис І (852—889) називається каганом[4].
- У хроніці Скилиці й Кедрина цар Симеон I (893—927) зветься «хаганом».
- У болгарському апокрифічному літописі середини XI ст. під іменем «Гаган» згадується цар Петро II Делян (1040—1041)[5]:
И след това излезе друг цар на име Гаган, а прозвището му бе Оделян, много красив. И този прие българското и гръцкото царство…[6]

## Русь
Згідно з повідомленнями Бертинських анналів, титул «каган» від першої половини IX століття починають використовувати слов'янські князі Східної Європи. У Х ст. руси називали свого правителя каганом. Про це повідомляє мусульманський географ Ібн-Русте між 903 і 913 роками.

### Слово про закон і благодать
Київський митрополит Іларіон у своєму «Слові про закон і благодать» XI століття, найдавнішій писемній давньоукраїнській пам'ятці, називає каганами руських князів Володимира і його сина Ярослава (Георгія). Зокрема:
- …и похвала кагану нашему Влодимеру, от него же крещени быхомъ, и молитва къ богу от всеа земля нашеа.[7]
- …нашего учителя и наставника, великааго кагана нашеа земли Володимера, вънука старааго Игоря, сына же славнааго Святослава.[7]
- Сіи славныи от славныихъ рожься, благороден от благородныих, каганъ нашь Влодимеръ…[7]
- СъвлЂче же ся убо каганъ нашь и съ ризами ветъхааго человЂка, съложи тлЂньнаа, оттрясе прахъ невЂріа и вълЂзе въ святую купЂль.[7]
- Паче же помолися о сынЂ твоемь, благовЂрнЂмь каганЂ нашемь Георгіи…[7]
- Быша же си въ лЂто s̃ ф̃ н̃ θ̃ (6559 [1051]), владычествующу благовЂрьному кагану Ярославу, сыну Владимирю.[7]

### Статті
- Тъпкова-Заимова, Василка и др. Дуклянския летопис и «Тълкувание Данилово». // Историко-апокалиптичната книжнина във Византия и в средновековна България. София, Университетско издателство, 1996.

### Довідники
- Головко О. Б. Каган [Архівовано 16 серпня 2016 у Wayback Machine.] // Енциклопедія історії України : у 10 т. / редкол.: В. А. Смолій (голова) та ін. ; Інститут історії України НАН України. — К. : Наукова думка, 2007. — Т. 4 : Ка — Ком. — С. 14. — ISBN 978-966-00-0692-8.

- Каган [Архівовано 21 листопада 2016 у Wayback Machine.] // Юридична енциклопедія : [у 6 т.] / ред. кол.: Ю. С. Шемшученко (відп. ред.) [та ін.]. — К. : Українська енциклопедія ім. М. П. Бажана, 2001. — Т. 3 : К — М. — 792 с. — ISBN 966-7492-03-6.
- Каган // Українська мала енциклопедія : 16 кн. : у 8 т. / проф. Є. Онацький. — Накладом Адміністратури УАПЦ в Аргентині. — Буенос-Айрес, 1959. — Т. 3, кн. V : Літери К — Ком. — С. 570. — 1000 екз.
- «Каган [Архівовано 4 березня 2016 у Wayback Machine.]», сайт «Словопедия», Большой Энциклопедический словарь (БЭС)